# Phlegmariurus subulatus
Phlegmariurus subulatus är en lummerväxtart som först beskrevs av Nicaise Auguste Desvaux och Jean Louis Marie Poiret, och fick sitt nu gällande namn av B. Øllg. Phlegmariurus subulatus ingår i släktet Phlegmariurus och familjen lummerväxter. Inga underarter finns listade i Catalogue of Life.